# Trio pour piano, violon et violoncelle (Fauré)
Pour les articles homonymes, voir Trio pour piano, violon et violoncelle (homonymie).
Le Trio pour piano, violon et violoncelle en ré mineur op. 120 est une œuvre de musique de chambre de Gabriel Fauré écrite en 1923.

## Contexte et création
Cette œuvre tardive dans la vie du compositeur — il a alors soixante dix-sept ans et souffre de diverses infirmités — est écrite sous la suggestion de l'éditeur du compositeur Jacques Durand. Initialement écrite pour violon ou clarinette en 1922 et achevée début 1923, elle est créée le 12 mai 1923 à la Société nationale de musique à Paris avec Tatiana de Sanzévitch au piano, Robert Krettly au violon et Jacques Patte au violoncelle. Elle est dédiée à Mme Maurice Rouvier. Une seconde audition a lieu en juin de la même année, avec beaucoup plus de retentissement, puisque c'est le trio Alfred Cortot, Jacques Thibaud et Pablo Casals qui interprète l'œuvre. Le succès de cette audition a suscité des interrogations admiratives de la part des amis du compositeur.
Pour Harry Halbreich, il s'agit, à côté du Trio avec piano de Maurice Ravel, de « la plus parfaite réussite du genre dans la musique du XXe siècle ». Pour Jean-Michel Nectoux, il s'agit « avec celui de Ravel [...] [du] seul à retenir de toute la musique française de cette époque. ».

## Structure
Le Trio, d'une durée moyenne d'exécution de vingt minutes environ, est composé de trois mouvements :
1. Allegro ma non troppo (à 
) ;
2. Andantino (à 
, en fa majeur) ;
3. Finale : Allegro vivo (à 
, en ré mineur).

## Analyse

### Allegro
L'allegro initial est de forme sonate classique, mais possède cependant deux développements. Le thème initial est une longue phrase dans un style cantando au violoncelle, remarquablement sereine, puis amplifiée par le violon. Le piano enchaîne ensuite avec le second thème, dans la tonalité de si bémol majeur, avec une bémolisation du mi. Plus incisif, ce thème de trois notes conjointes seulement est repris par les cordes en fa majeur, relatif majeur du ré mineur initial, avec un motif complémentaire au violon sur l'intervalle de quinte. Le développement est introduit avec le premier thème dans les graves du piano, auquel s'associent ensuite les deux thèmes à la suite d'une élaboration contrapuntique du second thème. La réexposition est annoncée par un vaste crescendo et débute par une gamme descendante du violon, en octaves . Le développement terminal est d'une remarquable invention mélodique, où le premier thème apparait fragmenté et entièrement renouvelé, combinant enfin le second thème avec le premier. La coda, d'allure modale, est énergétique et lumineuse.

### Andantino
L'andantino est de forme ternaire A-B-A, comprenant une coda sur B et une autre sur le second A. Ce dernier s'avère poétique, probablement l'une des plus émouvantes inspirations du compositeur, avec une grande phrase lyrique de douze mesures partagée entre le violon et le violoncelle sur des batteries d'accords. Une idée adjacente apparait ensuite au piano, pathétique et un peu incertaine, dans la tonalité de ré mineur, relatif de la tonalité principale. Le thème de la partie centrale est une mélodie étrange et évanescente, syncopée, chantée par le piano dans une nuance espressivo. Une montée par ton, très modale, lui apporte un poids plus fort avant le retour de la section A, cette fois dans le ton de fa majeur. L'idée adjacente est elle aussi reprise, mais cette fois dans la tonalité homonyme de fa mineur, que suit un crescendo modulant. La coda est en parfaite conformité tonale avec me mouvement.

### Finale: Allegro vivo
Le dernier mouvement est bref, rapide et virtuose, à l'allure d'un scherzo mais qui tient aussi, de par sa forme, du rondo. Pour Harry Halbreich, il s'agit d'« une humoresque dont la douleur ne serait pas absente ». Une introduction d'une soixantaine de mesure précède le thème principal, un motif joué d'abord par les cordes fortissimo qui pourrait être une citation du « Ris donc, Paillasse ! » de l'opéra Pagliacci de Ruggero Leoncavallo. Cependant, si la ressemble existe, elle est probablement fortuite car Gabriel Fauré n'appréciait pas le vérisme et se montra irrité lorsqu'on lui fit la remarque. À ce motif des cordes répond le piano, qui prépare le début du thème principal tout en poursuivant le dialogue introductif. Lorsque le thème principal apparait dans la tonalité de ré mineur au violoncelle, il est scandé à la façon d'une danse populaire. Le second thème, et troisième motif du mouvement, vient après un crescendo et comporte un élément rythmique dérivé du thème principal d'abord marqué par les cordes. Ensuite, un thème mélodique est joué par le piano, plus détendu et quasiment insouciant. Le développement, de forme canonique, est précédé d'une combinaison des deux thèmes. La réexposition inverse l'ordre des thèmes, dans la tonalité de ré majeur. Une gradation du thème ressemblant au « Ris donc, Paillasse ! » se fait pour aboutir à la coda qui, selon Harry Halbreich « voit le triomphe de Paillasse, qui rit à présent de bon cœur, et qui s'associe le second thème, finalement consanguin, comme le sont tous les éléments de cette pièce subtile et complexe en dépit de sa brièveté ». Rythmiquement très riche, ce finale est une grande réussite d'écriture fauréenne et la joie radieuse clôt cette œuvre dont l'équilibre et la diversité d'expression en font une œuvre majeure du compositeur.